# Saint-Divy
Saint-Divy är en kommun i departementet Finistère i regionen Bretagne i västra Frankrike. Kommunen ligger i kantonen Landerneau som tillhör arrondissementet Brest. År 2022 hade Saint-Divy 1 602 invånare.

## Befolkningsutveckling
Antalet invånare i kommunen Saint-Divy
Referens:INSEE